# Lacrosse op de Olympische Zomerspelen 1908

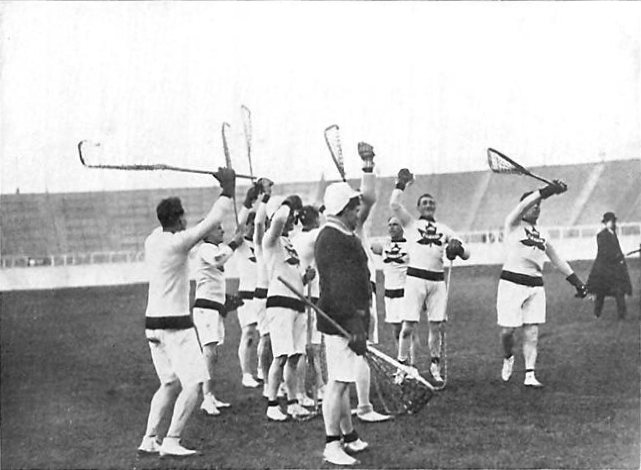
de winnaars

Lacrosse is een van de sporten die beoefend werden tijdens de Olympische Zomerspelen 1908 in Londen.
Aan het toernooi namen twee teams deel, Canada en Groot-Brittannië.

## Uitslag
| 24 oktober | Groot-Brittannië | - | Canada | 10 - 14 |

## Eindrangschikking
| rang   | sporters | land |
| ------ | --- | ---- |
| Goud   | Patrick Brennan John Broderick George Campbell Gus Dillon Frank Dixon Richard Louis Duckett J. Fyon Thomas Gorman Ernest Hamilton Henry Hoobin A. Mara Clarence McKerrow D. McLeod George Rennie Alexander Turnbull                                  | CAN  |
| Zilver | Gustav Alexander J. Alexander L. Blockey George Buckland E. O Dutton V. G. Gilbey S. N. Hayes F. S. Johnson Wilfrid Johnson Edward Jones R. G. W. Martin G. Mason G. J. Mason J. Parker-Smith H. W. Ramsay Charles Scott H. Shorrocks Norman Whitley | GBR  |

St. Louis 1904 · 
Londen 1908 · 
Amsterdam 1928 (demonstratie) · 
Los Angeles 1932 (demonstratie) · 
Londen 1948 (demonstratie)
Olympische medaillewinnaars
Atletiek · Boksen · Boogschieten · Hockey · Jeu de paume · Kunstrijden · Lacrosse · Motorbootracen · Polo · Rackets · Roeien · Rugby · Schermen · Schietsport · Schoonspringen · Tennis · Touwtrekken · Turnen · Voetbal · Waterpolo · Wielersport · Worstelen · Zeilen · Zwemmen